# Bhujung
Bhujung (en népalais : भुजुङ) est un comité de développement villageois du Népal situé dans le district de Lamjung. Au recensement de 2011, il comptait 1 506 habitants.